# Donacobius atricapilla
Lo scricciolo mimo (Donacobius atricapilla (Linnaeus, 1766)) è un uccello passeriforme diffuso in America Latina. È l'unica specie del genere Donacobius e della famiglia Donacobiidae.

## Descrizione

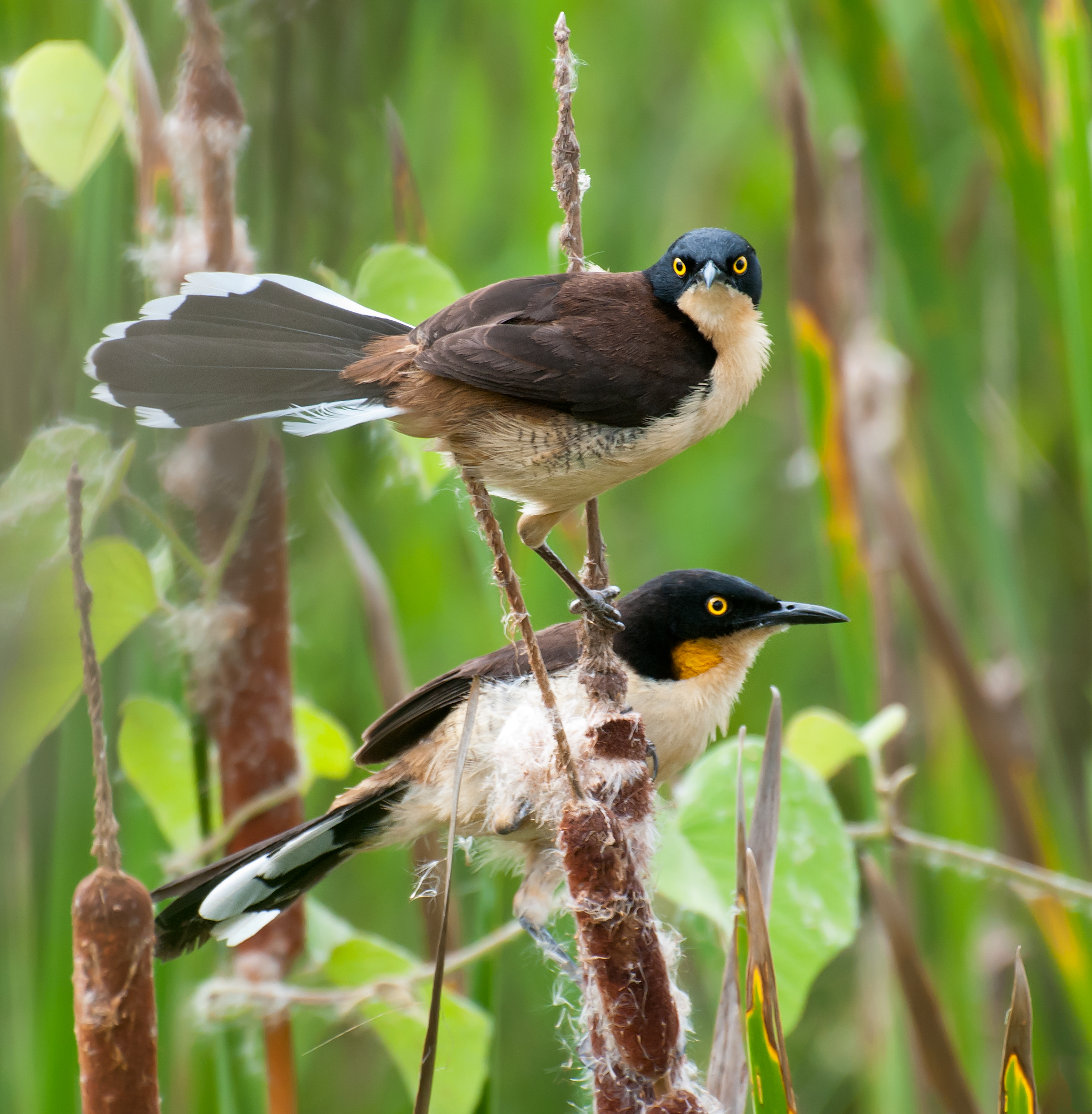

È un passeraceo di medie dimensioni che presenta capo e becco di colore nero brillante, con una macchia giallo arancio ai due lati del collo e iridi giallo brillante. Il dorso e le ali sono di colore marrone scuro. Alla base delle remiganti primarie è presente una ampia macchia bianca che rimane nascosta in posizione di riposo e si rende visibile in volo.  Il piumaggio delle parti inferiori va dal bianco sporco al giallo senape, con striature scure sui fianchi. La coda è nera con un ampio bordo bianco. Il maschio e la femmina sono all'apparenza indistinguibili.

## Biologia

### Canto
Il maschio e la femmina si esibiscono frequentemente in duetti canori che hanno lo scopo di delimitare il territorio della coppia. Il maschio emette una serie di suoni alti, fischianti, descritti come un "whoi-it whoi-it whoi-it," mentre la femmina risponde con suoni più bassi, trillanti.

### Alimentazione
Si nutre prevalentemente di insetti, ragni ed altri piccoli invertebrati.

### Riproduzione
La stagione riproduttiva va da ottobre ad aprile. Ogni covata è composta da due uova ed il periodo di incubazione è di 17-18 giorni. L'accudimento del nido coinvolge oltre ai due genitori anche 1-2 giovani adulti delle precedenti nidiate (riproduzione cooperativa).

## Distribuzione e habitat
La specie ha un ampio areale che si estende da Panama sino all'Argentina settentrionale.
Popola habitat ricchi di acqua e vegetazione acquatica: lo si rinviene in paludi e acquitrini, in prossimità di canneti, ed anche nelle aree di vegetazione ripariale sulle rive di torrenti o stagni.

## Tassonomia
Il genere Donacobius è un genere di passeriformi di problematica collocazione, che in passato è stato alternativamente attribuito alle famiglie Turdidae, Mimidae e Troglodytidae.

Uno studio filogenetico di Barker (2004), basato sul sequenziamento del DNA, ha dimostrato che il genere non appartiene a nessuna delle summenzionate famiglie e ha invece delle affinità con i generi del Vecchio Mondo Zosterops (Zosteropidae) e Prinia (Cisticolidae). Successivamente Alström et al. (2006), basandosi anch'essi su dati di sequenziamento genetico, hanno confermato l'appartenenza del genere alla superfamiglia Sylvioidea.

L'insieme di queste evidenze suggerisce che D. atricapilla sia una specie relitta neotropicale, originatasi in seguito alla radiazione dei passeriformi silvioidei che ebbe luogo principalmente in Africa ed Eurasia nell'Eocene. Alla luce di queste acquisizioni, Aleixo & Pacheco (2007) hanno proposto la collocazione del genere in una famiglia a sé stante, Donacobiidae. Tale collocazione è attualmente (2013) accettata dal Congresso Ornitologico Internazionale.
Sono note quattro sottospecie:
- Donacobius atricapilla atricapilla (Linnaeus, 1766) - sottospecie nominale, diffusa dal Venezuela all'Argentina settentrionale.
- Donacobius atricapilla albovittatus d'Orbigny & Lafresnaye, 1837  - presente in Bolivia ed in Brasile sud-occidentale.
- Donacobius atricapilla brachypterus Madarász, 1913 - presente a Panama e in Colombia settentrionale
- Donacobius atricapilla nigrodorsalis Traylor, 1948 - diffusa in Colombia meridionale, Ecuador e Perù.